# Buldog kontynentalny
Buldog kontynentalny – jedna z ras psów wyhodowana w Szwajcarii. Rasa ta została wstępnie uznana 30.03.2022 przez FCI,  procedura uznania przez tę organizację rozpoczęła się 24 stycznia 2011 r. Rasa została oficjalnie uznana przez Szwajcarski Klub Hodowlany SKG (z niem. Schweizerische Kynologische Gesellschaft) 5 grudnia 2004 r.

## Rys historyczny
Wiosną 2001 r. szwajcarska pasjonatka i hodowczyni buldogów, Imelda Angehrn, rozpoczęła program hodowlany krzyżując buldoga angielskiego z buldogiem staroangielskim, przy wsparciu Szwajcarskiego Związku Kynologicznego. Domieszki innych ras nie są udokumentowane, choć wspomina się o udziale boksera.
Celem hodowli było wyselekcjonowanie psów o temperamencie zbliżonym do buldoga angielskiego jednak pozbawionych problemów zdrowotnych charakterystycznych dla tej rasy. Nacisk kładziono na łagodne usposobienie, mniejszą głowę (która umożliwia łatwiejszy poród), swobodne oddychanie, zmniejszone ryzyko dysplazji stawów kończyn. Rozpoczęcie prac hodowlanych zostało podjęte w konsultacji z przedstawicielami FCI.

## Wygląd
Średniej wielkości pies o budowie typowej dla buldoga. Sylwetka zwarta, muskularna, zwierzę ruchliwe; jego oddychanie nawet przy wysiłku powinno być bezgłośne. Waga, w zależności od wzrostu, wynosi od 20 do 30 kg. Głowa jest mniej masywna niż u buldoga angielskiego. Czoło jest płaskie lub lekko wypukłe, występują zmarszczki, ale niezbyt zaznaczone. Przodozgryz nie tak wyraźny, jak u buldoga angielskiego. Szyja krótka i mocna, lecz nie sprawiająca wrażenia, że głowa osadzona jest bezpośrednio na ramionach. Ruch płynny z wyraźnym naciskiem tylnych kończyn. Sierść gładka, krótka, z podszyciem lub bez. Dopuszcza się wszystkie kolory, którym towarzyszy ciemny nos. Kolorystyka jednolita, pręgowana lub w połączeniu z bielą, z czarną maską lub bez niej.

## Temperament
Pewny siebie, przyjacielski, łagodny dla dzieci.

## Użytkowość
Buldog kontynentalny jest psem rodzinnym, do towarzystwa, choć posiada instynkt obrończy.